# Med Hæren paa Øvelse
|  | Denne artikel er oprettet af botten PalnaBot ud fra en ekstern database. Den kan derfor have sproglige fejl eller mangler. Denne skabelon kan fjernes efter kontrol af indholdet. |

Med Hæren paa Øvelse er en film instrueret af Theodor Christensen, Ingolf Boisen.